# Ecfantide
Ecfantide, detto Kapnìas (in greco antico: Ἐκφαντίδης?, Ekphantìdes; in latino Ecphantides; primi decenni del V secolo a.C.) è stato un drammaturgo greco antico.

## Biografia
Ecfantide, uno dei primi commediografi greci, vinse 4 volte alle Dionisie (la prima volta nel 457-454 a.C.).
Sembra che fosse soprannominato (sicuramente in modo scherzoso dai suoi rivali) Kapnìas, ossia "fumoso", per il suo stile contortoː inoltre, sempre Esichio, che cita il soprannome, riferisce che una diceria voleva che il servo del poeta, Cherilo, collaborasse con Ecfantide alla realizzazione delle commedie, secondo un topos maligno, di origine comica, attestato anche per Euripide.

## Commedie
Di Ecfantide ci resta un solo titolo, I satiri (Σάτυροι). Dai 5 frammenti pervenuti, inoltre, sembra che Ecfantide prese le distanze dallo stile grossolano della farsa megarese.